# Patrick Nice
Patrick Nice est un arbitre malaisien de football des années 1960.

## Carrière
Il a officié dans une compétition majeure : 
- Coupe d'Asie des nations de football 1964 (2 matchs)